# Lochmaea scutellata
Lochmaea scutellata is een keversoort uit de familie bladkevers (Chrysomelidae). De wetenschappelijke naam van de soort werd in 1840 als Adimonia scutellata gepubliceerd door Auguste Chevrolat.